# Kathleen Norris (Dichterin)
Kathleen Norris (* 27. Juli 1947 in Washington, D.C., USA) ist eine US-amerikanische Autorin und Dichterin.

## Leben
Als Kind zog Norris mit ihren Eltern nach Hawai'i, wo sie die Punahou School abschloss, bevor sie an das Bennington College in Bennington in Vermont in Neuengland ging. Nach ihrem Abschluss an dieser Kunsthochschule im Jahre 1969 ging sie als Verwalterin der Kunstsammlung der Academy of American Poets nach New York City, wo sie 1971 ihren ersten Gedichtband Falling Off veröffentlichte.
Im Jahre 1974 erbte Norris in South Dakota die Farm ihrer Großeltern in Lemmon. Sie zog mit ihrem Mann in das 1000 Seelen-Dorf, beteiligte sich am kirchlichen Leben und tauchte in die Lebensumstände in den Weiten der Prärie ein. Die Eindrück dort schilderte sie 1993 in ihrem Buch Dakota: A Spiritual Geography. Später wurde sie Benediktineroblate in einer Abtei in Richardton (North Dakota) und machte mehrere längere Aufenthalte in der Saint John’s Abbey in Collegeville in Minnesota, die in ihrem Buch The Cloister Walk ihren Ausdruck finden.
In den letzten Jahren hat Norris mehrere Werke über Spiritualität und Religion geschrieben. Seit dem Tod ihres Mannes im Jahre 2003 lebt sie wieder auf Hawai'i und kehrt von Zeit zu Zeit für Vortragsreisen in die 48 Festlandsstaaten der USA zurück. Sie schreibt regelmäßig für christliche Zeitschriften, unter anderem auch für The Christian Century aus Chicago, Illinois.

## Veröffentlichungen
Poesie
- Falling Off. Big Table Publishing, Chicago, Illinois, USA 1971, ISBN 0-695-80257-7.
- The Middle of the World. University of Pittsburgh Press, Pittsburgh, Pennsylvania, USA 1981, ISBN 0-8229-5334-X.
- Journey: New and Selected Poems, 1969–1999. University of Pittsburgh Press, Pittsburgh, Pennsylvania, USA 2001, ISBN 0-8229-4137-6.

andere Werke
- Dakota: A Spiritual Geography. Houghton Mifflin Company, Boston / New York City 1993, ISBN 0-395-71091-X.
- The Cloister Walk. Riverhead Books, New York City 1996.
  - deutsch: Als mich die Stille rief: Eine Begegnung mit klösterlicher Spiritualität. Goldmann, München 1999, ISBN 3-442-21535-8.
- The Psalms, with Commentary by Kathleen Norris. Riverhead Books, New York City 1997, ISBN 1-57322-647-5.
- Amazing Grace: A Vocabulary of Faith. Riverhead Books, New York City 1998, ISBN 1-57322-078-7.
- The Quotidian Mysteries: Laundry, Liturgy, and Women's Work. Paulist Press, New York City 1998, ISBN 0-8091-3801-8.
- The Virgin of Bennington. Riverhead Books, New York City 2001, ISBN 1-57322-179-1.
- Acedia and Me: A Marriage, Monks, and A Writer's Life. Riverhead Books, New York City 2008, ISBN 978-1-59448-996-9.